# Vanga (Brioni)
Vanga o scoglio Levanghe (in croato Krasnica o Vanga) è un isolotto disabitato della Croazia e fa parte dell'arcipelago delle isole Brioni, lungo la costa istriana.
Amministrativamente appartiene all'istituzione pubblica del Parco nazionale di Brioni del comune di Pola, nella regione istriana.

## Geografia
Vanga si trova nella parte centrale dell'arcipelago delle isole Brioni, 1,7 km a ovest di Brioni Maggiore, 1 km a ovest di Madonna del deserto, 375 m a sud di Gallia, 470 m a sud-est di Gronghera e 715 m a nord-ovest di Orsera. Nel punto più ravvicinato, punta Cristo (rt Proština)), dista dalla terraferma 5,2 km.
Vanga è un isolotto composto da due parti collegate tra loro da una breve lingua di terra. Orientato in direzione nordovest-sudest, misura 910 m di lunghezza e 390 m di larghezza massima. Ha una superficie di 0,194 km² e uno sviluppo costiero di 2,695 km. A nord, raggiunge un'elevazione massima di 8,7 m s.l.m.

### Cartografia
- (HR) Mappa topografica della Croazia 1:25000, su preglednik.arkod.hr.